# Tanaecia superba
Tanaecia superba är en fjärilsart som beskrevs av Butler 1901. Tanaecia superba ingår i släktet Tanaecia och familjen praktfjärilar. Inga underarter finns listade i Catalogue of Life.